# Virtual PC
Virtual PC — программный пакет виртуализации для операционной системы Windows, а также программа эмуляции для Mac OS.
Программа была создана компанией Connectix в 1997 году для операционной системы Mac OS на платформе PowerPC Macintosh. В 2001 году была выпущена версия 4.0 для Windows. Connectix поставляла Virtual PC с различными гостевыми ОС, включая Linux и OS/2. В феврале 2003 года права на продукты Virtual PC и Virtual Server были куплены Microsoft. В июле 2006 года Microsoft выпустила Windows-версию пакета для бесплатного использования. В августе 2006 года компанией было заявлено, что версия для Mac OS не будет портирована на новые Macintosh с процессорами Intel и, тем самым, развитие этой ветки продукта было прекращено.
Virtual PC не совместима с Windows 8, и в версии x64 заменена на Hyper-V.

## Windows XP Mode

На виртуальной машине установлена Windows XP

Когда на рынок выходила Windows 7, в Microsoft поняли, что в бизнесе для популяризации новой системы и для совместимости старых приложений необходима возможность запуска приложений прямо из виртуальной среды Windows XP, поэтому корпорация выпустила специально адаптированную для Windows 7 версию и назвала её Windows Virtual PC. Этот компонент распространяется через Windows Update как обновление. Для использования режима требуется Windows 7 в редакциях «Профессиональная», «Корпоративная» или «Максимальная». Помимо запуска самой виртуальной машины, можно также запускать отдельные установленные приложения. Но для работы самой виртуальной машины нужна виртуальная среда с Windows XP и установленными компонентами интеграции. Эта среда, получившая название Windows XP Mode, как и сам Windows Virtual PC, свободна для загрузки, однако на виртуальную машину можно установить также Windows 7 и Windows Vista, а компоненты интеграции всегда можно установить через меню «Сервис», выбрав соответствующую команду.

## Системные требования
Для Windows Virtual PC:
- Процессор: желательна поддержка аппаратного ускорения Intel Virtualization Technology или AMD-V.[5]
- Память: требуется 1,25 Гб памяти, рекомендуется 2 Гб.
- Windows 7 Professional, Ultimate или Enterprise в качестве основной системы.
- Дополнительно 15 Гб свободного пространства на жёстком диске для каждой виртуальной среды Windows.

Для Virtual PC 2007:
- Процессор: от 400 МГц и выше.
- Количество требуемой оперативной памяти зависит от хост- и гостевой операционных систем.
- Windows Vista Business, Enterprise или Ultimate; Windows Server 2003 Standard Edition или Standard x64 Edition; Windows XP Professional; Windows XP Professional x64 Edition; или Windows XP Tablet PC Edition в качестве основной системы.
- Требуемое свободное пространство на жёстком диске зависит от размера, занимаемого гостевой операционной системой.

## Эмулируемая среда
- Процессор: 32-разрядный Intel Pentium II (но виртуализирует процессор, установленный в хост-системе)
- Чипсет: Intel 440BX
- BIOS: American Megatrends (AMI)
- Видеокарта стандарта SVGA VESA или S3
- Звуковая карта: Sound Blaster 16 ISA PnP или AWE32
- Сетевая карта DEC 21041/21041
- Образ жёсткого диска хранится в формате VHD

## Поддерживаемые ОС
|                                 | Virtual PC 2004 | Virtual PC 2004 | Virtual PC 2004 | Virtual PC 2007 | Virtual PC 2007 | Virtual PC 2007 | Windows Virtual PC | Windows Virtual PC | Windows Virtual PC | Windows Virtual PC |
| Операционная система            | Host            | Host            | Guest           | Host            | Host            | Guest           | Host               | Host               | Guest              |                    |
| Операционная система            | 32-bit          | 64-bit          | 32-bit          | 32-bit          | 64-bit          | 32-bit          | 32-bit             | 64-bit             | 32-bit             |                    |
| ------------------------------- | --------------- | --------------- | --------------- | --------------- | --------------- | --------------- | ------------------ | ------------------ | ------------------ | ------------------ |
| Windows 11                      | Нет             | Нет             | Нет             | Нет             | Нет             | Нет             | Нет                | Нет                | Нет                |                    |
| Windows 10                      | Нет             | Нет             | Нет             | Нет             | Нет             | Нет             | Нет                | Нет                | Нет                |                    |
| Windows 8.1                     | Нет             | Нет             | Нет             | Да              | Да              | Да              | Нет                | Нет                | Нет                |                    |
| Windows 8                       | Нет             | Нет             | Нет             | Да              | Да              | Да              | Нет                | Нет                | Нет                |                    |
| Windows 7 Enterprise            | Нет             | Нет             | Нет             | Да              | Да              | Да              | Да                 | Да                 | Да                 |                    |
| Windows 7 Professional          | Нет             | Нет             | Нет             | Да              | Да              | Да              | Да                 | Да                 | Да                 |                    |
| Windows 7 Home Premium          | Нет             | Нет             | Нет             | Да              | Да              | Да              | Да                 | Да                 | Да                 |                    |
| Windows 7 Home Basic            | Нет             | Нет             | Нет             | Да              | Да              | Да              | Да                 | Да                 | Да                 |                    |
| Windows 7 Starter               | Нет             | Нет             | Нет             | Да              | Да              | Да              | Нет                | Нет                | Нет                |                    |
| Windows Server 2008 Standard    | Нет             | Нет             | Нет             | Нет             | Нет             | Да              | Нет                | Нет                | Нет                |                    |
| Windows Vista Ultimate          | Нет             | Нет             | Нет             | Да              | Да              | Да              | Нет                | Нет                | Да                 |                    |
| Windows Vista Enterprise        | Нет             | Нет             | Нет             | Да              | Да              | Да              | Нет                | Нет                | Да                 |                    |
| Windows Vista Business          | Нет             | Нет             | Нет             | Да              | Да              | Да              | Нет                | Нет                | Да                 |                    |
| Windows Vista Home Premium      | Нет             | Нет             | Нет             | Да              | Да              | Да              | Нет                | Нет                | Нет                |                    |
| Windows Vista Home Basic        | Нет             | Нет             | Нет             | Да              | Да              | Да              | Нет                | Нет                | Нет                |                    |
| Windows Vista Starter           | Нет             | Нет             | Нет             | Да              | Да              | Да              | Нет                | Нет                | Нет                |                    |
| Windows Server 2003 Standard    | Да              | Нет             | Да              | Да              | Да              | Да              | Нет                | Нет                | Нет                |                    |
| Windows XP Professional         | Да              | Нет             | Да              | Да              | Да              | Да              | Нет                | Нет                | Да                 |                    |
| Windows XP Tablet PC Edition    | Да              | Нет             | Да              | Да              | Нет             | Да              | Нет                | Нет                | Нет                |                    |
| Windows XP Media Center Edition | Нет             | Нет             | Нет             | Нет             | Нет             | Нет             | Нет                | Нет                | Нет                |                    |
| Windows XP Home Edition         | Нет             | Нет             | Да              | Да              | Нет             | Да              | Нет                | Нет                | Нет                |                    |
| Windows XP Starter Edition      | Нет             | Нет             | Да              | Нет             | Нет             | Да              | Нет                | Нет                | Нет                |                    |
| Windows 2000 Server             | Нет             | Нет             | Да              | Нет             | Нет             | Да              | Нет                | Нет                | Нет                |                    |
| Windows 2000 Professional       | Да              | Нет             | Да              | Нет             | Нет             | Да              | Нет                | Нет                | Нет                |                    |
| Windows ME                      | Нет             | Нет             | Да              | Нет             | Нет             | Нет             | Нет                | Нет                | Нет                |                    |
| Windows 98 SE                   | Нет             | Нет             | Да              | Нет             | Нет             | Да              | Нет                | Нет                | Нет                |                    |
| Windows 98                      | Нет             | Нет             | Да              | Нет             | Нет             | Нет             | Нет                | Нет                | Нет                |                    |
| Windows 95                      | Нет             | Нет             | Да              | Нет             | Нет             | Нет             | Нет                | Нет                | Нет                |                    |
| Windows NT 4.0 Workstation      | Нет             | Нет             | Да              | Нет             | Нет             | Нет             | Нет                | Нет                | Нет                |                    |
| Windows NT 3.51 Workstation     | Нет             | Нет             | Нет             | Нет             | Нет             | Нет             | Нет                | Нет                | Нет                |                    |
| Windows NT 3.1 / NT 3.5         | Нет             | Нет             | Нет             | Нет             | Нет             | Нет             | Нет                | Нет                | Нет                |                    |
| OS/2 (select editions)          | Нет             | Нет             | Да              | Нет             | Нет             | Да              | Нет                | Нет                | Нет                |                    |
|                                 | 16-bit          | 16-bit          | 16-bit          | 16-bit          | 16-bit          | 16-bit          | 16-bit             | 16-bit             | 16-bit             |                    |
| Windows 3.1                     | Нет             | Нет             | Нет             | Нет             | Нет             | Нет             | Нет                | Нет                | Нет                |                    |
| Windows 3.0                     | Нет             | Нет             | Нет             | Нет             | Нет             | Нет             | Нет                | Нет                | Нет                |                    |
| MS-DOS 6.22                     | Нет             | Нет             | Да              | Нет             | Нет             | Нет             | Нет                | Нет                | Нет                |                    |